# Meinrado II de Hohenzollern-Sigmaringen
Meinrado II Carlos Antonio de Hohenzollern-Sigmaringen (1 de noviembre de 1673, Sigmaringen - 20 de octubre de 1715, Sigmaringen) fue Príncipe de Hohenzollern-Sigmaringen de 1689 hasta su muerte.

## Biografía
Meinrado era el hijo del Príncipe Maximiliano I de Hohenzollern-Sigmaringen (1636-1689) de su matrimonio con María Clara (1635-1715), la hija del Conde Alberto de Berg-s'-Heerenberg. Era todavía menor de edad cuando sucedió a su padre en 1689 e inicialmente permaneció bajo la tutela de su madre y su tío, el Conde Francisco Antonio de Hohenzollern-Haigerloch.
Estudió en la Universidad de Ingolstadt y se embarcó en una carrera militar. Luchó en la Batalla de Viena, en la rebelión húngara y en la Guerra de los Nueve Años. En 1692, el emperador Leopoldo I elevó a la rama suaba de la Casa de Hohenzollern a Príncipes Imperiales, bajo la condición de que practicarían la primogenitura en el futuro, es decir, no tenían permiso de aumentar el número de príncipes imperiales con posteriores subdivisiones de sus principados. En 1695, Meinrado II concluyó un tratado de herencia con el Elector de Brandeburgo: de las dos líneas existentes de la familia, si se extinguía la línea de Suabia o de Brandeburgo de los Hohenzollern, la otra línea heredaría sus territorios.
En 1702, murió Franciso Antonio, el tío de Meinrado. Sus dos hijos se unieron al clero, de tal modo de Hohenzollern-Haigerloch retornó a dominio del principado de Hohenzollern-Sigmaringen.
En 1708, Meinrado fundó una fábrica siderúrgica en Laucherthal (ahora parte de Sigmaringendorf), que ahora es propiedad de la empresa Zollern GmbH, una compañía que todavía es parcialmente propiedad de los descendientes de los Príncipes de Hohenzollern.

## Matrimonio e hijos
El 22 de noviembre en Sigmaringen, contrajo matrimonio con Juana Catalina (1678-1759), hija del Conde Juan Antonio I de Montfort-Tettnang. Tuvieron los siguientes hijos:
- José Federico Ernesto (1702-1769), su sucesor, desposó (1) en 1722 a la Condesa María de Oettingen-Spielberg (1703-1737); (2) en 1738 a la Condesa Judith de Closen (1718-1743); y (3) en 1743 a la Condesa María Teresa de Waldburg-Trauchburg (1696-1761).
- Ana María (1707-1783)
- Francisco Guillermo (1704-1737), desposó en 1724 a la Condesa María Catalina de Waldburg-Zeil-Trauchburg (1702-1739).
- Carlos Wolfgang (1708-1709)